# Sales Gosses (album)
Pour les articles homonymes, voir Sales Gosses.
Albums de Soldat Louis
En vrai 2 vrai VIP: Very Intimes Poteaux
Sales Gosses, sorti en 2006, est le neuvième album de Soldat Louis.

## Liste des chansons
| No  | Titre                      | Auteur                      | Durée |
| --- | -------------------------- | --------------------------- | ----- |
| 1.  | C'est quand qu'les c...    | Gary Wicknam / Soldat Louis | 4:37  |
| 2.  | Laisse ceux qui résonnent  | Gary Wicknam                | 3:59  |
| 3.  | Valse à l'ancienne         | Gary Wicknam                | 3:30  |
| 4.  | Highlands                  | Gary Wicknam                | 3:31  |
| 5.  | Les Vacances à la Rochelle | Gary Wicknam / Soldat Louis | 2:56  |
| 6.  | Le Chemin des dames        | Gary Wicknam                | 3:35  |
| 7.  | À celles d'avant           | Gary Wicknam                | 3:35  |
| 8.  | Les Longues Nuits          | Gary Wicknam / Soldat Louis | 3:23  |
| 9.  | Partir...                  | Gary Wicknam / Soldat Louis | 3:13  |
| 10. | Le Mauvais Rêve            | Gary Wicknam                | 3:31  |
| 11. | Sales Gosses               | Gary Wicknam / Soldat Louis | 3:10  |
| 12. | Ulrike & Andreas           | Gary Wicknam                | 3:22  |
| 13. | L'Adipeux                  | Gary Wicknam                | 3:09  |
| 14. | Rêve pas trop bonhomme     | Gary Wicknam                | 3:06  |

## Crédit

### Autour de l'album
- 2006 - Aztek Music
- Label : Atlantik

### Autour des musiciens
- Serge Danet alias Soldat Louis
- Renaud Detressan alias Gary Wicknam

## Sources
- Livret de l'édition CD de l'album